# Bestellersstempel

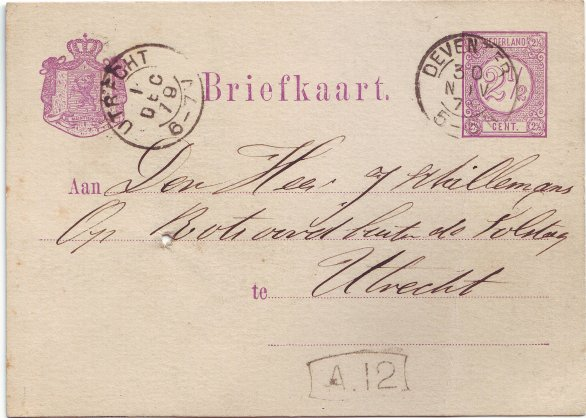
Briefkaart van Deventer naar Utrecht van 30 november 1879. De kaart is aangekomen in Utrecht op 1 december 1879 en daar door besteller nr. 12 met de eerste bestelling (vandaar de A) bezorgd. Dit bestellersstempeltje is bikkelvormig

Een bestellersstempel (ook wel postbodestempel genoemd) was een stempel dat op een poststuk geplaatst werd door de postbode voor hij aan zijn postronde begon. Als er klachten kwamen over de bezorging, wist het postkantoor wie het ter verantwoording moest roepen.

## Gang van zaken in Nederland
Al in 1855 begonnen enkele grote steden in Nederland, waaronder Amsterdam, bestellersstempels te gebruiken. Iedere postbode kreeg een eigen stempel met een nummer in een cirkel, dat hij op zijn brieven zette voor hij aan zijn ronde begon.
In 1867 schreef de PTT voor dat het bestellersstempel diende te bestaan uit een vast nummer plus een letter. Het nummer gaf de postbode aan. Later kreeg hij datzelfde nummer ook op de kraag van zijn uniform.  De letter stond voor de bestelronde. De post kende toen nog meerdere bestelrondes per dag. In de loop der jaren werd het aantal rondes teruggebracht tot in 1973 nog maar één postronde overbleef.
De eerste bestelronde kreeg de letter A, de tweede de letter B, de derde de letter C, enzovoort. De letters waren losse elementen die naast het vaste nummer werden ingestoken. Er zijn daardoor afdrukken van het bestellersstempel bekend waarbij de letter op zijn kop staat.
Wat de vorm betreft kent het stempel vier varianten: rechthoekig, rechthoekig met afgeronde hoeken, ovaal en bikkelvormig (ovaal met instulpingen aan twee kanten). Het stempeltje werd eerst op de achterkant van een brief of briefkaart geplaatst, maar na 1873 op de adreskant.
In 1872 werd het gebruik van het bestellersstempel dwingend voorgeschreven. Op dat moment had nog niet elk postkantoor bestellersstempels; Apeldoorn kreeg ze bijvoorbeeld pas in 1880.
Wanneer een besteller tijdens het stempelen van zijn post zag dat een postzegel ongestempeld was gebleven, zette hij zijn bestellersstempeltje op de postzegel. Vandaar dat er postzegels voorkomen met een bestellersstempel in plaats van een datumstempel. Als een poststuk onbestelbaar was, bijvoorbeeld omdat het adres incompleet was, gaf de postbode het na stempeling aan een andere postbode, die ook zijn stempel zette en keek of hij de geadresseerde kende. Daarom ziet men soms brieven of kaarten met meerdere bestellersstempels. Vaak bleef de letter in het stempel dan achterwege. Het stempel had dan de functie van ‘Gezien. Niet voor mij.’
In 1877 werd in enkele grote steden de functie van hoofdbesteller ingevoerd. Die bewaarde de bestellersstempeltjes van alle postbodes, zocht het juiste adres op als een adres onvolledig was en stuurde stukken die echt compleet onbestelbaar waren terug naar de afzender. Zijn eigen stempel bestond uit alleen een nummer. Het wordt soms aangetroffen op ‘moeilijke’ brieven.
Na 1915 was het gebruik van het bestellersstempel niet meer verplicht, maar sommige postkantoren bleven het gebruiken tot in 1930.

## Het bestellersstempeltje in andere landen
In andere landen, bijvoorbeeld in België, Duitsland en Frankrijk, waren soortgelijke stempels in gebruik. In België werd het stempel wel facteurstempel genoemd.

## Illustraties

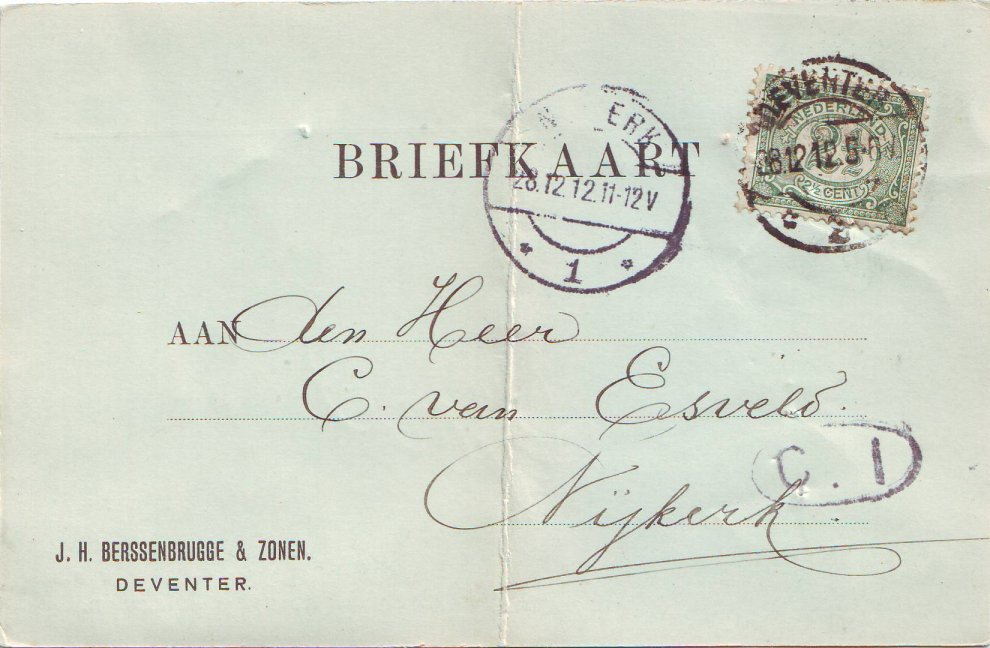
Berichtkaart van Deventer naar Nijkerk, 28 december 1912, met aankomststempel van dezelfde dag en bestellersstempeltje C.1. Het ovale stempeltje behoorde toe aan besteller nr. 1 en de kaart ging mee met de derde bestelling van die dag, vandaar de letter C
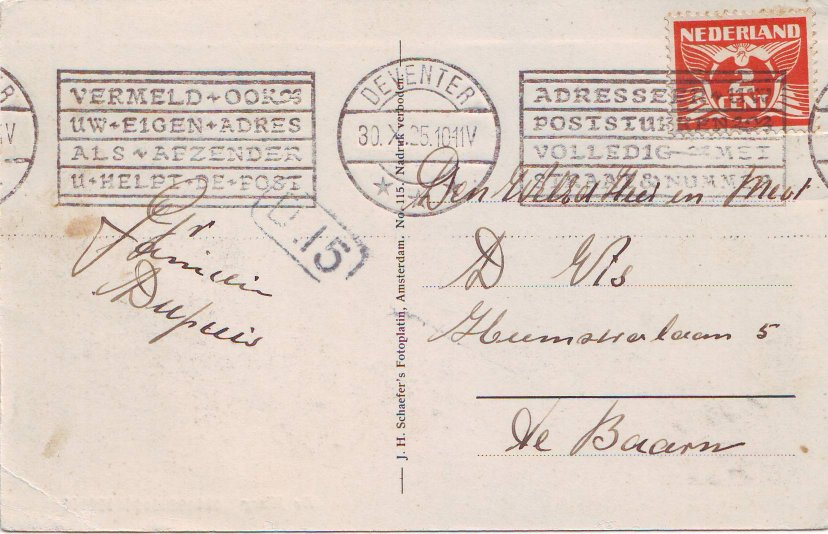
Adreszijde van een ansichtkaart van Deventer naar Baarn, 30 oktober 1925, met machinestempel (een zogeheten rolstempel) Deventer en bestellersstempel D.15, een rechthoekig stempeltje met afgeronde hoeken. De kaart is bezorgd door besteller nr. 15 en de kaart ging mee met de vierde bestelling van die dag. Daarvoor stond de letter D
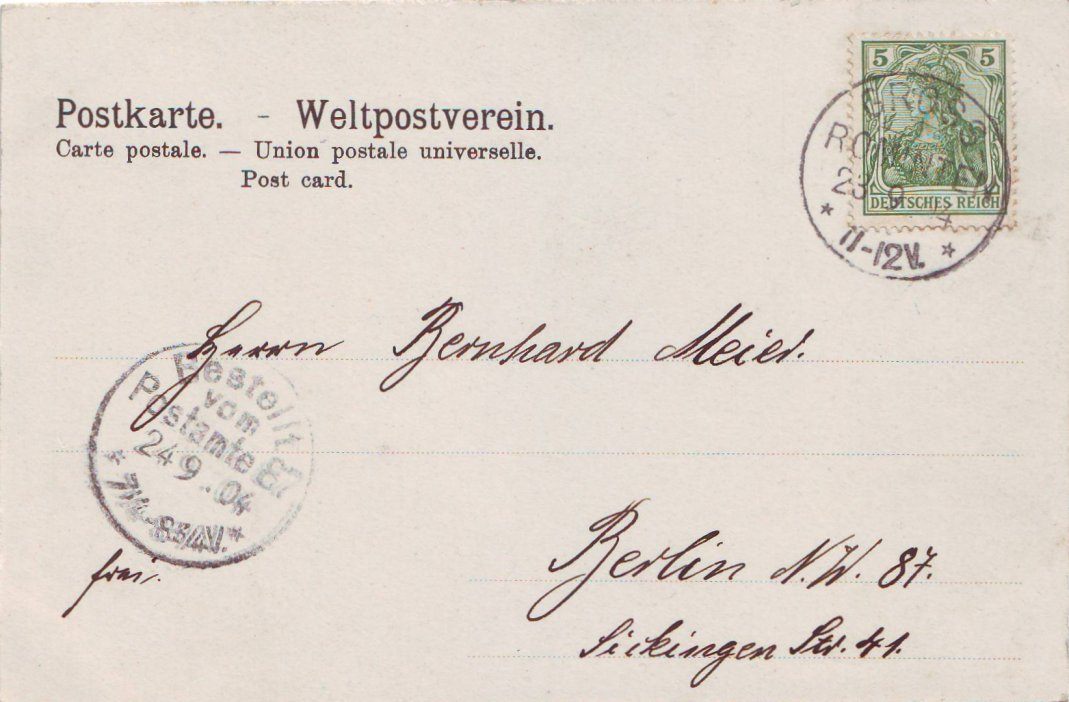
Adreszijde van een ansichtkaart van Gross-Rominten (toen in Duitsland, nu Krasnolesje in Rusland) naar Berlijn, 23 september 1904. Het bestellersstempel van postkantoor 87 in Berlijn heeft als datum 24 september 1904